# Промежуточное убеждение
Промежуточное убеждение — термин в когнитивной психотерапии, означающий связующее звено между автоматическими мыслями и глубинными (базовыми) убеждениями; промежуточные убеждения представляют собой уровень мышления, более поверхностный, чем глубинные убеждения, но более глубокий, чем автоматические мысли. К промежуточным убеждениям относятся отношения, правила и предположения; на базе этих убеждений, как правило, возникают компенсаторные стратегии совладания с глубинными убеждениями (копинг-стратегии).
В ходе когнитивной терапии промежуточные убеждения проявляют бо́льшую ригидность, устойчивость к терапии, чем автоматические мысли, но оказываются более гибкими, чем глубинные убеждения.

## Общая информация
Промежуточные убеждения формируются на основе глубинных убеждений — ключевых представлений человека о себе и мире, абсолютизированных и обобщённых. Как и глубинные убеждения, промежуточные убеждения часто самому человеку не удаётся чётко выразить словами и часто не удаётся даже осознать. На уровне промежуточных убеждений существуют:
- отношения/установки (англ. attitudes);
- убеждения/верования/мнения (англ. beliefs);
- позитивные предположения (англ. positive assumptions);
- негативные предположения (англ. negative assumptions);
- правила/нормы/принципы (англ. rules).

Посредством промежуточных убеждений глубинные убеждения влияют на восприятие человеком ситуации, от чего, в свою очередь, зависит способ мышления человека (автоматические мысли), предопределяющий его эмоции и поведение.
Глубинные и промежуточные убеждения возникают вследствие того, что человек с раннего детства, постигая мир, ищет в происходящих с ним событиях логические взаимосвязи, пытаясь приспособиться к тем или иным обстоятельствам, выстроить свой опыт в определённую систему. Вследствие этого формируются и усваиваются определённые выводы, степень точности которых и фундаментальность могут быть различными. Если глубинное убеждение человека носит дисфункциональный характер (например, убеждение в собственной неспособности ни к чему, ущербности), человек может иметь такие промежуточные убеждения, которые позволяют ему справиться с неприятным для него глубинным убеждением, то есть промежуточные убеждения могут носить компенсаторный характер.
Так, при глубинном убеждении человека в собственной неспособности человек может иметь, например, следующие промежуточные убеждения — отношение: «Как ужасно быть ни к чему не способной», позитивное предположение: «Если я буду упорно трудиться, я добьюсь успеха», негативное предположение: «Если я не буду упорно трудиться, я потерплю неудачу», правила: «Я должна во всём добиваться успеха» и «Я обязана делать отлично всё, за что берусь». При этом человек, пытаясь справиться с имеющимся у него глубинным убеждением, может применять такие поведенческие стратегии, как постановка перед собой завышенных целей, стремление прилагать излишне много усилий в той или иной работе, излишняя старательность, повышенная бдительность к своим неудачам и недостаткам, боязнь обращаться за помощью к другим людям.
Однако отсюда не следует, что любой человек, у которого имеется глубинное убеждение в собственной неспособности, может пытаться скомпенсировать его именно таким образом. Возможны и, в частности, принципиально противоположные поведенческие стратегии: отказ упорно и настойчиво трудиться, заниженные цели, нежелание достаточно готовиться к важным событиям, стремление чрезмерно полагаться на помощь других людей (человек, имеющий такие компенсаторные стратегии, полагает, что чем менее значительны его цели, тем легче он их достигнет и меньше потеряет в случае неудачи и что лучше зависеть от других людей, а не от себя, поскольку, если он будет полагаться только на себя, его постигнет неудача). По-видимому, наличие столь разных стратегий обусловлено тем, что разные люди наделены в силу наследственности разными когнитивными и поведенческими стилями; формирование различных промежуточных убеждений обусловлено и обстоятельствами детства, взаимодействием человека с окружающей средой.
В некоторых случаях компенсаторные стратегии оказываются нормальными, даже наилучшими способами реагирования человека на обстоятельства. Тем не менее многие пациенты используют эти стратегии гораздо чаще, чем следовало бы, и не прибегают к другим, более адаптивным вариантам действий. Многие из пациентов со стабильными, хроническими психическими проблемами действуют согласно своим позитивным предположениям, пока у них не возникнет психологический дистресс, в результате которого активизируются и начинают преобладать их негативные предположения. Иными словами, декомпенсация приводит к тому, что глубинная установка активизируется и возникают связанные с ней автоматические мысли, которые вызывают страдания пациента.
Типичные компенсаторные стратегии (по Джудит Бек)
| Отказ от негативных эмоций                   | Демонстрация ярких эмоций, чтобы привлечь внимание окружающих                |
| Стремление к совершенству                    | Стремление намеренно показывать себя некомпетентным или беспомощным          |
| Стремление к чрезмерной ответственности      | Отказ от ответственности                                                     |
| Избегание близких отношений                  | Стремление устанавливать неподходящие близкие отношения                      |
| Поиск признания                              | Стремление избегать внимания посторонних людей                               |
| Отказ от конфронтации                        | Провоцирование на конфронтацию других людей                                  |
| Стремление полностью контролировать ситуацию | Противодействие контролю со стороны других людей                             |
| Инфантильное поведение                       | Авторитарное поведение                                                       |
| Попытки угодить окружающим                   | Сохранение дистанции с окружающими или стремление угодить только самому себе |

## Выявление промежуточных убеждений
Существует несколько основных способов выявления промежуточных убеждений. Прежде всего, терапевт может обнаружить, что пациент сообщил об одном из своих убеждений как об автоматической мысли: например, пациентка, сообщая о том, какие мысли у неё возникли при получении результатов контрольной работы, заявила, что она «должна была написать её лучше» и она «совершенно никчёмна» («совершенно никчёмна» как раз и является убеждением пациентки).
Другой способ — предложить пациенту первую часть фразы и попросить её закончить. Например, фразу «Если я не сделаю всё от меня зависящее, готовясь к занятиям, то…» пациент может закончить как «…это будет катастрофа», что свидетельствует о намерении пациента во многих ситуациях стремиться к абсолютному успеху и бояться неудач.
Третий способ — непосредственное выявление правила или отношения: терапевт спрашивает у пациента, есть ли у него правило по тому или иному поводу (например, правило, связанное со стремлением добиваться успеха), и пациент формулирует своё убеждение на этот счёт.
Четвёртый способ — широко применяемая когнитивными терапевтами техника падающей стрелы: вначале терапевт выясняет типичные для пациента дисфункциональные автоматические мысли, затем просит его сделать допущение, что та или иная автоматическая мысль является истинной, и задаёт пациенту вопрос, что для него означает такой расклад. (Этот способ позволяет также выявлять глубинные убеждения: вопрос о том, что для пациента означает автоматическая мысль, нередко даёт возможность определить промежуточное убеждение, а вопрос о том, что она означает применительно к самому пациенту — определить глубинное убеждение.) Вопросы такого рода терапевт задаёт пациенту неоднократно, что позволяет выявить одно или несколько значимых для пациента убеждений.
При использовании техники падающей стрелы вопрос, что значит для пациента автоматическая мысль, можно задавать в разной форме: например, «Если это правда, то что тогда?», «Что плохого в том, что…?», «Какова наихудшая часть того, что…?», «Что это говорит о вас?».
Пятый способ — анализ автоматических мыслей, возникающих в разных ситуациях, и поиск в них общих тем, характерных для пациента. Терапевт может сам высказать предположение, что является общей темой, или попросить пациента выявить повторяющуюся тему.
Шестой способ — анализ результатов теста на выявление убеждений, выполненного пациентом (например, Шкалы дисфункциональных установок А. Вайсман и А. Бека). Результаты таких тестов могут послужить важным дополнением к изложенным выше техникам выявления промежуточных убеждений.

## Изменение промежуточных убеждений
Для решения о том, следует ли заняться изменением того или иного промежуточного убеждения, терапевт мысленно определяет, насколько сильно влияет на жизнь пациента это убеждение, имеет ли оно отношение к его текущим трудностям, а также выясняет, насколько твёрдо доверяет пациент этому убеждению. Он также решает, нужно ли заняться работой с данным убеждением на текущей сессии или же отложить эту работу на потом. В частности, пациент должен быть готов к работе над промежуточными убеждениями (процесс изменения убеждений нельзя начинать прежде, чем пациент научился выявлять и изменять автоматические мысли).
Терапевт разъясняет пациенту природу промежуточных убеждений (обращает его внимание на то, что убеждения усваиваются человеком в течение его жизни и не присущи ему врождённо, а значит, от убеждения можно отказаться и сформировать новое вместо него); осуществляет преобразование правил и отношений в форму предположений (например, правило «Я должна всё делать самостоятельно» и отношение «Обращаться за помощью — очень плохо» преобразуются в предположение «Если я обращусь за помощью, то я ни на что не способна»), поскольку работать с предположениями проще, чем с правилами или отношениями; помогает пациенту оценить преимущества и недостатки того или иного проблемного убеждения.
К стратегиям, помогающим изменить промежуточные убеждения, относятся:
- Сократический диалог (с помощью вопросов в контексте анализа конкретной ситуации терапевт помогает пациенту анализировать его дисфункциональное промежуточное убеждение и подводит его к формулировке альтернативного убеждения).
- Поведенческий эксперимент (терапевт и пациент планируют тот или иной поступок пациента, позволяющий проверить и опровергнуть дисфункциональное убеждение).
- Когнитивный континуум (техника, полезная для изменения тех убеждений и автоматических мыслей, которые отражают полярное мышление пациента — его мышление в духе «всё или ничего»).
- Рационально-эмотивная ролевая игра (полезна особенно в тех случаях, когда пациент утверждает, что он «умом» понимает дисфункциональность своего убеждения, но «сердцем» в него верит; при этой технике вначале терапевт озвучивает в ходе диалога «рациональную» часть пациента, а пациент — «эмоциональную», затем они меняются местами).
- Использование окружающих в качестве ориентира (анализ имеющихся у других людей убеждений, либо сходных с имеющимися у пациента, либо в какой-то мере им противоположных; ролевая игра, в ходе которой обсуждаются и опровергаются эти убеждения, и др.).
- Действия «как если бы» (пациент ведёт себя так в своей повседневной жизни, как если бы уже полностью был уверен в своём новом, альтернативном убеждении, и по мере изменения поведения старое убеждение действительно теряет свою силу).
- Самораскрытие (терапевт рассказывает пациенту, что те или иные проблемы и убеждения были характерны в какой-то мере и для него, и такой приём помогает пациенту взглянуть на собственные проблемы и убеждения под другим углом). Самораскрытие непременно должно быть искренним.